# Audi Rosemeyer
Der Audi Rosemeyer, auch Audi-Projekt Rosemeyer genannt, ist ein Konzeptfahrzeug der Audi AG.
Der Name leitet sich von dem 1938 tödlich verunglückten Rennfahrer Bernd Rosemeyer ab, der mit Rennwagen der Auto Union vor dem Zweiten Weltkrieg große Erfolge erzielte. Audi war einer der vier Fahrzeughersteller, die 1932 zur Auto Union zusammengeschlossen wurden. Dementsprechend zitiert die Studie die Auto-Union-Rennwagen der 1930er-Jahre.

## Hintergrund und Technik
Der Sportwagen wurde erstmals am 1. Juni 2000 zur Eröffnung der Autostadt in Wolfsburg und später auf weiteren Automessen präsentiert. Eine Serienproduktion des Fahrzeugs war nicht geplant.
Der Mittelmotor-Sportwagen hat eine Karosserie aus gebürstetem Aluminium. Der Kühlergrill erinnert an die Silberpfeile der Auto Union; auch die Lufteinlass-Schlitze der Motorhaube wurden stilistisch übernommen. Ferner finden sich Stilelemente des Typ 52, eines von Ferdinand Porsche und Erwin Komenda in den 1930er-Jahren entworfenen, aber erst 2023 von Crosthwaite & Gardiner für Audi in einem Exemplar gebauten "Schnellsportwagens", wieder.
Audi schreibt zur Motorisierung: „Wie die Silberpfeile könnte ein 16-Zylinder-Mittelmotor auch dieses flache Coupé antreiben.“ Welcher Motor oder ob überhaupt ein Motor in der Studie verbaut wurde, ist nicht bekannt. Das Cockpit ist puristisch wie beim Audi TT, und das Vier-Speichen-Lenkrad stellt wieder die Verbindung zu den Auto-Union-Rennwagen her. Der Innenraum ist mit feuersicherem Nomex ausgekleidet; auf Rückspiegel wurde zugunsten eines Kamerasystems verzichtet. Weitere technische Daten sind nicht bekannt. Zahlreiche Design-Elemente des Rosemeyer finden sich im späteren Bugatti Veyron wieder, zu dessen Entstehung das Konzeptfahrzeug zusammen mit dem 1999 vorgestellten Bentley Hunaudières beitrug.

## Bilder

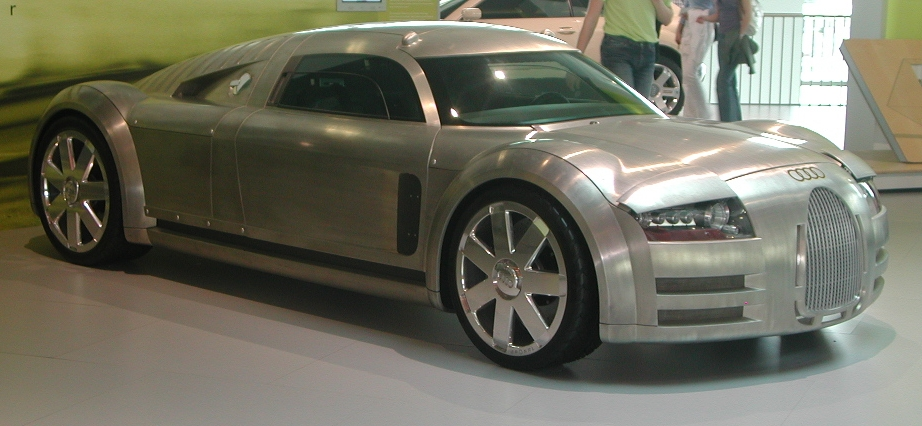
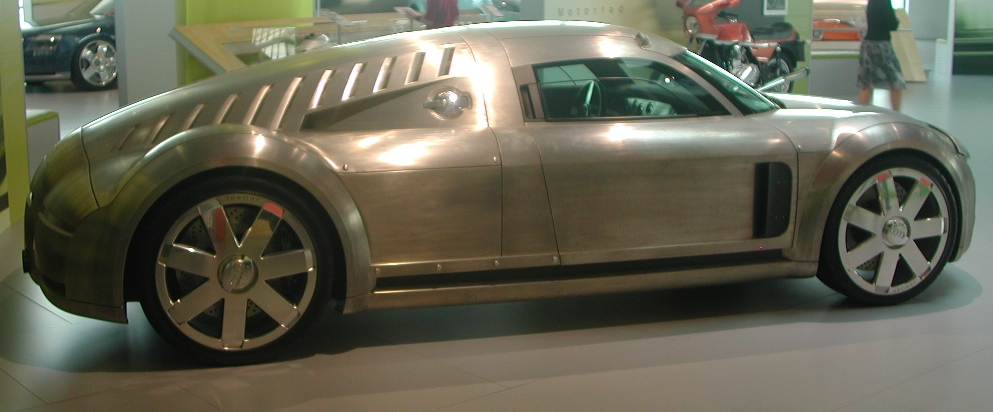